# Hypargos niveoguttatus
La estrilda golirroja  (Hypargos niveoguttatus) es una especie de ave paseriforme de la familia Estrildidae propia del África subsahariana.  

## Distribución

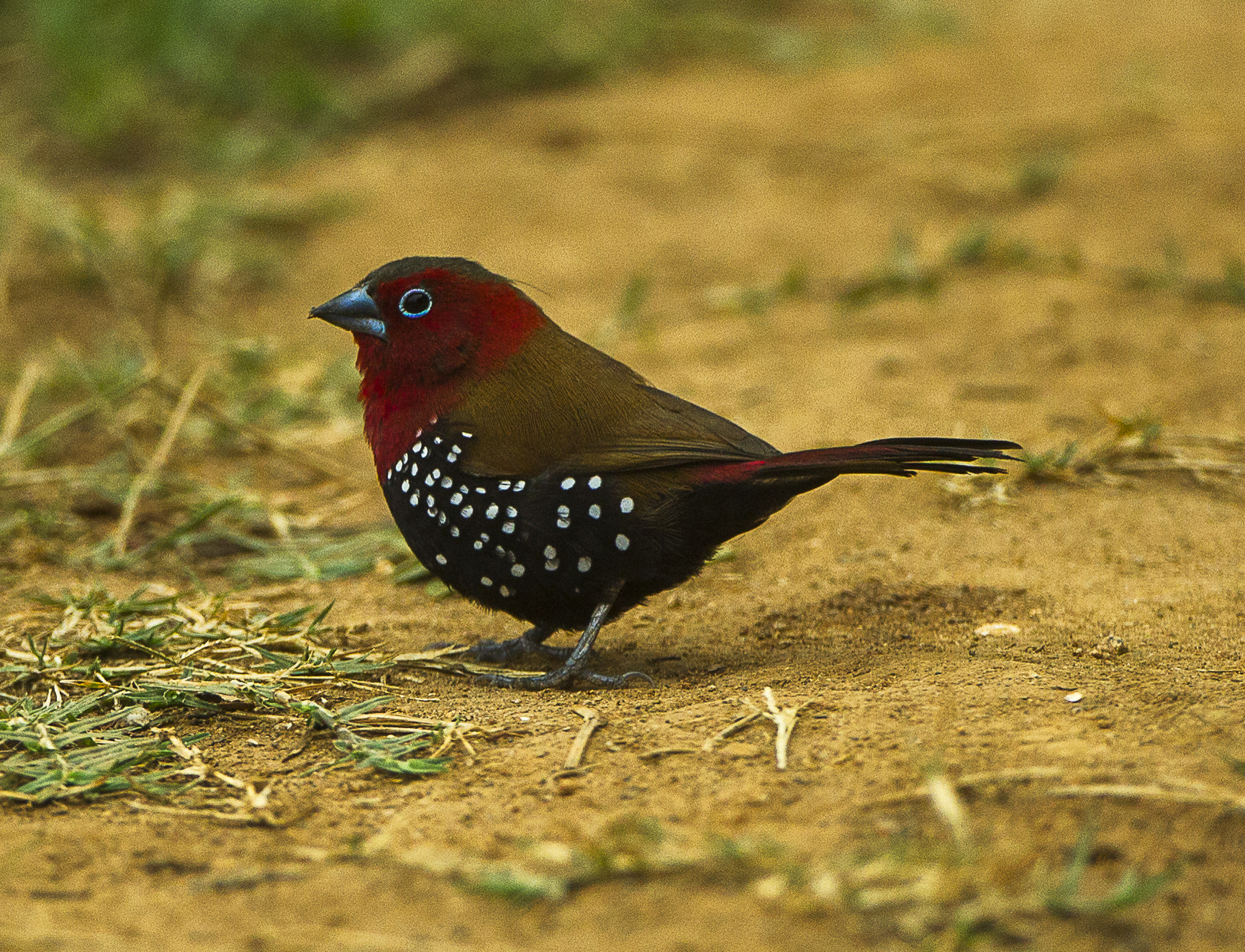
En Malawi.

Se la encuentra en Angola, Burundi, República Democrática del Congo, Kenia, Malawi, Mozambique, Namibia, Ruanda, Somalia, Sudáfrica, Tanzania, Zambia y Zimbabue. Se estima que la zona donde habita alcanza unos 2.000.000 km².